# 블랙보드 런
블랙보드 런(Blackboard Learn, 과거 명칭: 블랙보드 러닝 매니지먼트 시스템, the Blackboard Learning Management System)은 가상 학습 환경이자 강의 관리 시스템이다. 강의 관리, 사용자 지정이 가능한 개방형 구조, 가변 디자인을 갖추고 있는 웹 기반 서버 소프트웨어로서 학생 정보 시스템과 인증 프로토콜과의 연동을 허용한다. 로컬 서버에 설치하거나 블랙보드 ASP 솔루션(Blackboard ASP Solutions)에 호스팅할 수 있다. 주 목적은 온라인 요소를 전통적으로 대면으로 이루어지는 강의에 추가하고 대면 만남 없이 또는 거의 없이 완전한 온라인 강의를 개발하는 것이다.

## 역사
1997년 1월 21일, Stephen Gilfus와 Dan Cane은 코스인포 LLC라는 이름의 기업을 시작하였고 온라인 교육을 지원하고 더 폭넓은 기관 응용을 위해 가변적인 소프트웨어 제품을 개발하고 있었다. 이와 동시에 Matthew Pittinsky와 Michael Chasen은 블랙보드 LLC를 설립하여 온라인 교육 기술을 위한 에듀코즈 IMS 표준 그룹의 설립을 주도하는데 도움을 주는 계약을 하였다. 이 두 그룹은 합병되어 블랙보드라는 기업으로 세워졌으며 그 뒤 블랙보드 러닝 시스템이 탄생하게 되었다.
2015년 이 기업은 울트라(Ultra)라는 이름의 사용자 경험으로의 주요 업그레이드를 발표하였다. 회사의 설명에 따르면 울트라는 기존 런(Learn) 9.1 아키텍처 위에 얹혀놓는 선택적인 사용자 인터페이스가 된다.
2017년 10월 ,블랙보드는 오픈Ed와 파트너십을 맺고 OER을 러닝 매니지먼트 시스템과 연동하였다.
블랙보드 런은 사용자에게 커뮤니케이션과 공유 콘텐츠를 위한 플랫폼을 제공한다.